# 仰げば尊し (1994年のテレビドラマ)
『仰げば尊し』（あおげばとうとし）は、1994年1月3日21：03～23：54にフジテレビ系列で放送されたテレビドラマ。

## 概要
- 全3話からなるオムニバスドラマで、それぞれ教師と生徒のふれあいを描いた作品になっている。
- 第1話に出演しているウッチャンナンチャンの内村光良は、本作が本格的なドラマ初出演となった。
- プロデュース小岩井宏悦・総合プロデュース亀山千広による作品。

## 第1話「2年C組の奇跡」

### 出演
- 沢井千秋（教育実習生）：中山美穂
- 岡田純一（2年C組の担任で代用教員）：内村光良
- 高井めぐみ（2年C組の生徒）：ともさかりえ
- 段田安則
- 松下恵
- 杉下実（美術教師）：蛭子能収

### スタッフ
- 脚本：相葉芳久
- 演出：中野昌宏

## 第2話「放課後に逢いたい」

### 出演
- 教員：菊池桃子
- 浅倉光男：緒形直人
- うじきつよし
- 田嶋秀任
- 小出由華

### スタッフ
- 脚本：岡田恵和
- 演出：藤田明二

## 第3話「さよなら…先生」

### 出演
- 娘：内田有紀
- 父：武田鉄矢
- 父の恩師：山岡久乃
- 平田満
- 湯江健幸

### スタッフ
- 脚本：矢島正雄
- 演出：富永卓二

## 主題歌
- カールスモーキー石井「仰げば尊し」